# 井上旭
井上 旭（いのうえ のぼる、1946年 - 2021年11月6日）は、日本のフランス料理人。

## 経歴
1946年鳥取県出身。
1966年単身渡欧、スイス、ドイツ、ベルギーを経て、フランスのラセール(Lasserre、パリ)、トロワ・フェザン(Trois Faisans、ディジョン)、トロワグロ(Troisgros、ロアンヌ)、マキシム(Maxim's<マキシム (フランスのレストラン)>、パリ)で修業。
1972年帰国。シャドネ(飯倉片町)、花の木(福岡)のシェフを歴任、1976年レカン(銀座)のシェフに就任。
独立して、1979年ドゥ・ロアンヌ(京橋)、1984年シェ・イノ(京橋)、1995年マノワール・ディノ(渋谷)、2004年ドゥ・ロアンヌ(恵比寿)開店。2004年シェ・イノ(京橋)移転、2010年ポンドール・イノ(日本橋)開店。
1993年東京サミットで料理・サービスを担当。

## エピソード
渡欧時には、当時、街場の料理人にとって唯一の手段であったサリー・ワイル(Saly Weil, 1897-1976<ホテルニューグランド(横浜)の元総料理長>)が1956年に設立した日本人研修生受入制度を利用せず、当時職を得ていた京都ステーションホテルのフロントマンに紹介状を書いてもらい、自らシーガルテン・ホテル(Seegarten Hotel、スイス)を探し出し、単身渡瑞した。
修行時代のトロワグロでは、ジャン・トロワグロ(Jean-Baptiste Troisgros, 1898-1974)の薫陶を得て、ソーシエに求められる基本技術を体得、日本人初のソース部門長を任され、後に「ソースの井上」と呼ばれる基礎を築く。同時期、ベルナール・ロワゾー(Bernard Loiseau, 1951年1月13日 - 2003年2月24日)やギィ・サボォワ(Guy Savoy、1953年7月24日 - )がアプランティ(見習い)として働いていた。後任に先輩にあたる高橋徳男(1936年7月-2009年6月3日)を推挙、トロワグロに認められ、高橋が後を引き継いだ。
花の木(福岡)は、ホテルオークラ総料理長・小野正吉(1918-1997)の紹介。
マキシム・ド・パリ(銀座)の閉店(2015年年6月30日)には、パリ本店のOBとして心を痛め、「俺に資金があれば買い取りたかった...」と漏らしていた。
生年は1946年だが、フランスワインの不当たり年であったため、当たり年の1945年を公称していた。
人柄は、親分肌で豪放磊落、料理には大胆かつ繊細。門下に古賀純二氏(1964-)など、多くの料理人を輩出した。

## 受賞歴
2007年ボルドーコマンドリー、フランス農事功労章、「現代の名工」受章。

## 著作
「井上旭のスペシャリテ」(柴田書店、1981年11月1日)
「イノウエ ザ ワークス ― 伝統と創造の料理人」(同朋舎出版、1991年11月1日)
「フレンチの王道 シェ・イノの流儀」(文春新書、2016年6月20日)